# 초의선사 유적지
초의선사 유적지(草衣先士遺跡地)는 대한민국 전라남도 무안군 삼향읍 왕산리에 있는 풀옷의 선승인 초의 의순 선사의 출생지이자 유적지이다.

## 개요
조선왕조의 승려이자 풀옷의 선승으로 알려진 초의 의순 선사가 태어난 곳이다. 의순은 15세 때 해남 대둔산 일지암으로 출가하였으며 차(茶)와 풀 그리고 자연을 섬기며 풀옷을 입었다고 하여서 법호를 초의(草衣)라고 하였으며 추사 김정희, 다산 정약용 등 조선의 당대 인사들과 다과를 즐기며 덕담을 나누었고 불교 외에도 도교, 유교학에도 능통하여 여러 저서를 남기게 되었다.

## 시설
- 초의 의순 선사 생가
- 초의 추모각
- 유물전시관
- 다도관

## 교통
목포종합버스터미널에서 무안 방향으로 가는 목포시 시내버스 200번을 타고 전남예술고 정류장에서 하차하여 도보로 8분 거리. 또는 무안군 농어촌버스를 타고 왕산 정류장에서 하차.
자동차 기준으로 서해안고속도로 목포 톨게이트로 나와서 목포 IC 무안 방향.

## 같이 보기
- 의순